# San Juan Guarita
San Juan Guarita es un municipio del departamento de Lempira en la República de Honduras.

## Límites
| Orientación | Límite                           |
| ----------- | -------------------------------- |
| Norte       | Municipio de Guarita, Lempira    |
| Sur         | República de El Salvador         |
| Este        | Municipio de Guarita, Lempira    |
| Oeste       | Municipio de Valladolid, Lempira |

Extensión territorial: 42.97 km².

## Geografía
Se encuentra enclavado a la mitad de una montaña. Sus alrededores están cubiertos de pinos y de robles. Las montañas y cerros que le rodean son muy escarpados y la carretera serpentea por precipicios muy profundos y peligrosos. Debido a la explotación forestal el clima de San Juan Guarita ha ido cambiando de templado a cada vez más caluroso.

## Historia

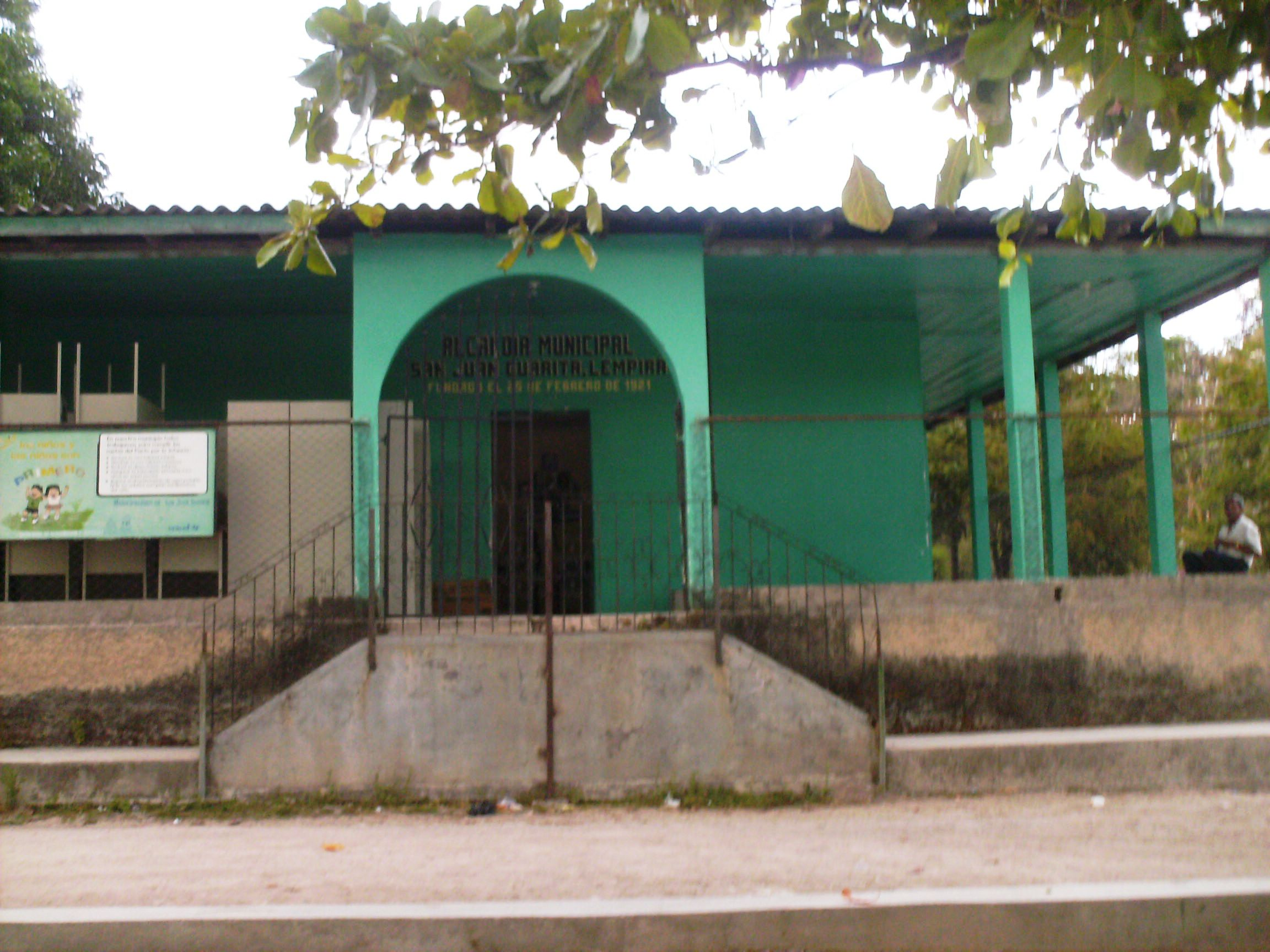
Edificio de la Alcaldía Municipal.

En 1887, en el censo de población de 1887 aparece como Aldea El Rodeo del Municipio de Guarita.
Se formó con partes de las tierras que quedaron, después que sus habitantes las vendieron a los ladinos de Guarita. Esto creó problemas para adquirir los documentos y escrituras que no emanaban del título oficial de pertenencia de tierras, por lo que dispusieron separarse de Guarita.
Desde 1917 hasta 1919, los indígenas gestionaron la copia de la escritura de sus tierras, lo que no dio resultado beneficioso; produciéndose muchas luchas internas y fricciones entre indígenas y ladinos, que costó la vida a muchos ciudadanos.
En 1921 (21 de febrero), en la administración del presidente Rafael López Gutiérrez se emitió un Decreto para la creación del municipio.
Por Acuerdo N.º 1187, se creó el Municipio de San Juan Guarita, con sede en el Valle de El Rodeo.
En 1929 (4 de julio), el gobernador político del departamento y el comandante de armas, trazaron la línea demarcativa del municipio, incluyendo las aldeas de su jurisdicción. Esta demarcación debía ser atendida por ambos municipios que se les adjudicó todos los derechos adquiridos, obligándose a aceptar la rectificación autorizada por el Poder Ejecutivo de Honduras, fue suscrita en ambas municipalidades. Como continuaron las desavenencias entre ambos pueblos, la municipalidad anuló las ventas efectuadas por los indígenas de San Juan Guarita a los habitantes de Guarita.
En 1934 (26 de febrero), Guarita se tituló de ciudad.
A partir del año 1935 se obtuvo la copia de la propiedad de los terrenos ejidales y se mejoraron las relaciones entre los habitantes de estos municipios.

## Población
Los mestizos son mayoría en San Juan Guarita. Hay un porcentaje representativo de personas de tez blanca pero son provenientes del mestizaje.
Población: En el año 2013 se tenía una población de 2,650 habitantes. De acuerdo a proyecciones elaborabas por el INE se espera tener para el 2020, un aproximado de 2,767 habitantes.

## Economía
Por su elevación sobre el nivel del mar, sus alrededores son muy adecuados para la siembra de café. Los cultivos de maíz y frijol son muy comunes en la zona. También cuenta con electricidad y servicios de comunicación fija y móvil. Debido a su relativa cercanía con San Marcos, Ocotepeque, es común el comercio de varios productos de primera necesidad. Hay al menos un autobús que hace el recorrido hasta San Marcos, Ocotepeque, una vez al día, pernoctando en la Ciudad de Guarita. En algunas casas particulares se venden combustibles fósiles como ser gasolina y diésel.

## Turismo

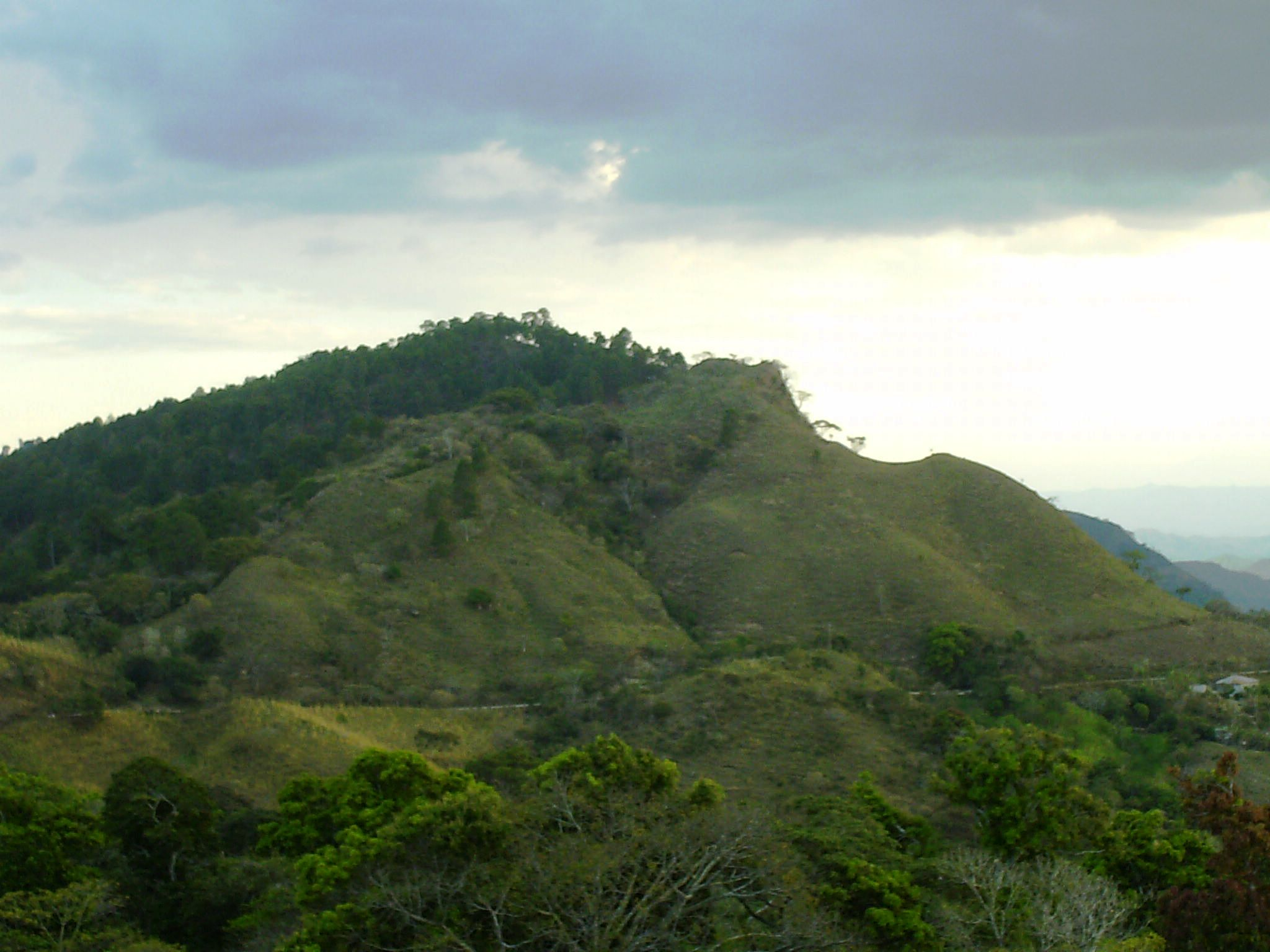
Una Colina singular cerca de la cabecera.

El acceso a esta cabecera se realiza vía:
Santa Rosa de Copán - San Marcos de Ocotepeque - Cololaca - Guarita
Lo que separa este municipio con el de Guarita es apenas media colina. Este recorrido dura aproximadamente 2.5 horas, pero es mucho más cómodo que hacerlo por el lado de la Ciudad de Gracias. De lejos parecen ser una misma ciudad con Guarita. La carretera está en buen estado durante la mayor parte del año. San Juan Guarita tiene una arquitectura muy sencilla y colonial. Si se quiere disfrutar de la tranquilidad que ofrecen las zonas apartadas, San Juan Guarita es un lugar muy adecuado, ya que presenta muchas características típicas rurales. Hay 1 establecimiento con acceso a internet, estando el mismo en la Alcaldía. Se tiene bastante influencia de cadenas Salvadoreñas de televisión y radio. Tiene unos paisajes espectaculares, incluyendo los que van hacia la República de El Salvador.

### Feria Patronal
Su Feria patronal es el 24 de junio, día de "San Juan".

## División Política
Aldeas: 6 (2013)
Caseríos: 25
| Código | Aldea                              |
| ------ | ---------------------------------- |
| 131801 | San Juan Guarita                   |
| 131802 | El Rodeo                           |
| 131803 | Los Horcones                       |
| 131804 | Portillo del Frayle o del Aguacate |
| 131805 | Pueblo Viejo                       |
| 131806 | Sazalapa                           |